# Stephanocephalus hostilis
Stephanocephalus hostilis es una especie de coleóptero de la familia Passalidae.

## Distribución geográfica
Habita en Madagascar.